# Terremoto de Jerez
Terremoto de Jerez, né à Jerez de la Frontera (province de Cadix, Espagne) en 1934 et mort dans cette même ville en 1981, est un chanteur (cantaor), et danseur (bailaor) de Flamenco, gitan espagnol. Il est le père du chanteur Fernando Terremoto et le grand-père de la chanteuse María Terremoto.

## Biographie
Fernando Fernández Monje naît en 1934 dans le quartier gitan Santiago à Jerez de La Frontera. La légende dit qu'il serait né dans la fameuse calle Nueva. Il est issu d'une famille de cantaores, de tocaores et de bailaores, il est le neveu de la bailaora Tía Juana la del Pipa, de Tío Parrilla et de El Borrico; il est le frère de Maria Solea et de Curro Terremoto dont il reprend le nom de scène et le cousin du guitariste Manuel Fernández Molina Parrilla de Jerez.
Il commence à chanter et danser dès son plus jeune âge. Il débute comme danseur à Jerez et au Guajiro tablao à Séville. Il devient chanteur professionnel dans les années 1950, dans les tablaos de Séville, Barcelone, Madrid. Il enregistre son premier disque en 1958. En 1966 il fait une apparition comme chanteur dans le film Los Flamencos du réalisateur Jesús Yagüe, avec d'autres cantaors.	
Ne sachant ni lire ni écrire, il est capable d'exprimer les sentiments les plus profonds. Il excelle dans tous les styles du cante jondo : siguiriya, soleá, ainsi que dans les fandangos et également dans les cantes gitans plus festifs tels que les bulerias.  
Il est fréquemment accompagné à la guitare par Manuel Morao ou encore Parilla de Jerez.
Il meurt le 6 septembre 1981 d'une hémorragie cérébrale.
Deux mois après sa mort, la Cátedra de Flamencología de Jerez organisa une rencontre hommage à laquelle participèrent plusieurs artistes, poètes et experts du flamenco. Ces interventions sont rassemblées dans un livre Memoria de Terremoto.
Son fils Fernando Terremoto hijo, né en 1969 et décédé en 2010, est devenu lui aussi un des cantaors le plus respectés des aficionados. Sa petite-fille, María Terremoto, est devenue cantaora à son tour.

## Style
Considéré comme l'un des plus impressionnants cantaors de tous les temps, il excellait dans les styles jondos (profond)  du cante, tonas, seguiriyas, soleares, ainsi que les fandangos et les malagueñas, mais c'est surtout dans les bulerias qu'il s'est imposé. Son chant puissant se caractérise par une voix profonde avec des accents gitans.
Avec Manuel Torre, Agujetas, La Piriñaca entre autres, il représente la tradition du cante de Jerez.

## Discographie
- Terremoto de Jerez, Universal
- Grands cantaores du flamenco, volume 4, Le chant du monde LDX 274 860
- Terremoto en Sevilla, Nuevos medios NM15848CD
- Figuras del Cante Jondo, Planet Records
- Canta Jerez

## Documentaire
- Rito y geografia del cante vol 17 (Terremoto de Jerez, Viejos cantaores, Málaga y Levante, María Vargas) RTVE 2008

## Filmographie
- Los Flamencos (Jesús Yagüe) 1966